# Valor de exposição

Fotos distintas com o mesmo valor de exposição

Em fotografia, rotulou-se valor de exposição, ou EV, o resultado das combinações possíveis entre o par conjugado velocidade de obturação e abertura de diafragma que levam a uma mesma exposição.
A escala em EV é decimal, com cada unidade correspondendo a um "ponto" fotográfico. O aumento de valor na escala EV significa uma exposição em dobro.
O ponto de fixação do EV depende da sensibilidade ISO considerada. Geralmente, o EV está associado à sensibilidade ISO 100, em que o ponto 0 do EV corresponde a uma abertura f/ 1.0 à velocidade 1 s.
A escala decimal do EV corresponde, aproximadamente, à percepção sensorial humana da luminosidade que é sensível ao dobramento do valor da intensidade luminosa.

## História
- Em meados da década de 30 o fotógrafo contava com a regra sunny 16 que diz que em dia ensolarado deve-se usar uma abertura “16” com velocidade de 1:ISO, ou seja, 1:50 s para filme de sensibilidade ISO 50; 1:100 s para ISO 100; 1:200 s para ISO 200. A regra era o suficiente para operar uma câmera box. Câmeras com mais recursos contavam com o auxílio de tabelas de exposição que vinham acompanhando o filme fotográfico.
- Depois surgiram os exposímetros. A fama da “Weston Master”, atravessou a segunda metade do século passado, virou peça de colecionador e continua sendo anunciada em classificados como estando em bom estado de funcionamento. À época das “Weston Masters”, as escalas eram arbitrárias, com cada fabricante impondo a sua própria.
- Nos anos 50 a Kodak introduziu uma escala de valores de exposição em uma câmera de sua fabricação, não como escala EV, mas ainda como escala LV (Light Value).
- Nos anos 60 foi estabelecida a escala EV, que foi adotada primeiramente pelos fotômetros e depois pelas câmeras com fotômetro incorporado.
- A década de 70 foi a década de consolidação do EV. As câmeras tipo point-and-shoot, que automatizaram a exposição deixando para o fotógrafo a tarefa de priorizar a abertura ou velocidade confortavelmente.
- Na virada do milênio, o EV tem um valor relativo nas câmeras digitais (mesmo nas compactas). O valor de exposição medido pode ser alterado em 2, 3 ou mais EVs para mais e para menos, tirando da câmera a responsabilidade por uma foto bem exposta.
- Nas câmeras digitais usadas em fotografia publicitária o EV é um valor que é posto à prova pela própria máquina. As câmeras digitais de estúdio possuem algoritmos para obter uma sequência de várias fotos entornando o valor EV.
- O avanço nos métodos de fotometria das câmeras computadorizadas e a precisão dos mecanismos internos não são suficientes para livrar a câmera de “erros” de exposição e da possibilidade de ocorrerem falhas de exposição devido a acúmulo de desvios tolerados.

## Definição formal
{\displaystyle \mathrm {EV} =\log _{2}{\frac {N^{2}}{t}}}
onde
- {\displaystyle N} é a abertura relativa (número f)
- {\displaystyle t} é o tempo de exposição (velocidade de obturação)

Se o EV é conhecido, ele pode ser usado para selecionar combinações de tempo de exposição e número f, como se mostra na Tabela 1.

### Tabela de EV x númerof
| EV | número f | número f | número f | número f | número f | número f | número f | número f | número f | número f |
| EV | 1.0      | 1.4      | 2.0      | 2.8      | 4.0      | 5.6      | 8.0      | 11       | 16       | 22       |
| -- | -------- | -------- | -------- | -------- | -------- | -------- | -------- | -------- | -------- | -------- |
| −6 | 60       | 2 min    | 4 min    | 8 min    | 16 min   | 32 min   | 64 min   | 128 min  | 256 min  | 512 min  |
| −5 | 30       | 60       | 2 min    | 4 min    | 8 min    | 16 min   | 32 min   | 64 min   | 128 min  | 256 min  |
| −4 | 15       | 30       | 60       | 2 min    | 4 min    | 8 min    | 16 min   | 32 min   | 64 min   | 128 min  |
| −3 | 8        | 15       | 30       | 60       | 2 min    | 4 min    | 8 min    | 16 min   | 32 min   | 64 min   |
| −2 | 4        | 8        | 15       | 30       | 60       | 2 min    | 4 min    | 8 min    | 16 min   | 32 min   |
| −1 | 2        | 4        | 8        | 15       | 30       | 60       | 2 min    | 4 min    | 8 min    | 16 min   |
| 0  | 1        | 2        | 4        | 8        | 15       | 30       | 60       | 2 min    | 4 min    | 8 min    |
| 1  | 1/2      | 1        | 2        | 4        | 8        | 15       | 30       | 60       | 2 min    | 4 min    |
| 2  | 1/4      | 1/2      | 1        | 2        | 4        | 8        | 15       | 30       | 60       | 2 min    |
| 3  | 1/8      | 1/4      | 1/2      | 1        | 2        | 4        | 8        | 15       | 30       | 60       |
| 4  | 1/15     | 1/8      | 1/4      | 1/2      | 1        | 2        | 4        | 8        | 15       | 30       |
| 5  | 1/30     | 1/15     | 1/8      | 1/4      | 1/2      | 1        | 2        | 4        | 8        | 15       |
| 6  | 1/60     | 1/30     | 1/15     | 1/8      | 1/4      | 1/2      | 1        | 2        | 4        | 8        |
| 7  | 1/125    | 1/60     | 1/30     | 1/15     | 1/8      | 1/4      | 1/2      | 1        | 2        | 4        |
| 8  | 1/250    | 1/125    | 1/60     | 1/30     | 1/15     | 1/8      | 1/4      | 1/2      | 1        | 2        |
| 9  | 1/500    | 1/250    | 1/125    | 1/60     | 1/30     | 1/15     | 1/8      | 1/4      | 1/2      | 1        |
| 10 | 1/1000   | 1/500    | 1/250    | 1/125    | 1/60     | 1/30     | 1/15     | 1/8      | 1/4      | 1/2      |
| 11 | 1/2000   | 1/1000   | 1/500    | 1/250    | 1/125    | 1/60     | 1/30     | 1/15     | 1/8      | 1/4      |
| 12 | 1/4000   | 1/2000   | 1/1000   | 1/500    | 1/250    | 1/125    | 1/60     | 1/30     | 1/15     | 1/8      |
| 13 | 1/8000   | 1/4000   | 1/2000   | 1/1000   | 1/500    | 1/250    | 1/125    | 1/60     | 1/30     | 1/15     |
| 14 |          | 1/8000   | 1/4000   | 1/2000   | 1/1000   | 1/500    | 1/250    | 1/125    | 1/60     | 1/30     |
| 15 |          |          | 1/8000   | 1/4000   | 1/2000   | 1/1000   | 1/500    | 1/250    | 1/125    | 1/60     |
| 16 |          |          |          | 1/8000   | 1/4000   | 1/2000   | 1/1000   | 1/500    | 1/250    | 1/125    |
* O apêndice ‘m’ indica tempos de exposição em minutos.

## Correlação EV x luminância x iluminância
Antigos fotômetros fotográficos apresentavam escalas graduadas em valores luminotécnicos como o lux e a candela/m² e tinham, assim, um status de instrumento de medida como um luxímetro. Na realidade um bom fotômetro fotográfico deve indicar valores apropriados para obter de imagens.
Podemos estabelecer uma correlação entre EV, densidade luminosa e brilhância por intermédio de equações matemáticas, mas o uso de um fotômetro fotográfico como instrumento de medida luminotécnica deve passar por aferição e ser aprovado para os propósitos a que for destinado.
Como luxímetro, o exposímetro deixa a desejar por efetuar medida de lux com um domo por cobertura ao invés de medir a luz que incide sobre uma superfície plana.
Como medida de luz refletida, a leitura é mais confiável, mas alguns sensores são boleados em vez de planos e deve-se levar em conta que os diversos fabricantes concorrem entre si para produzir o melhor resultado em termos fotográficos e não para produzir um instrumento que prima pela precisão.
É prática comum entre fabricantes de fotômetros fotográficos expressar a iluminância em EV para ISO 100. Assim, uma relação típica entre EV a ISO 100 e a iluminância pode ser expressa por:
{\displaystyle E=2.5\cdot 2^{\mathrm {EV} }}  lux
Luminância típica medida com exposímetro de sensor plano e luminância expressa em cd/m².
{\displaystyle E=0.125\cdot 2^{\mathrm {EV} }}  cd/m² ou nit

### Tabela de equivalência EV x iluminância x luminância
Tabela 2. Valores de exposição vs. iluminância (ISO 100, K = 12.5) e luminância (ISO 100, C = 250)
| EV | Luminância, cd/m2 | Iluminância, lx |
| -- | ----------------- | --------------- |
| −4 | 0.008             | 0.156           |
| −3 | 0.016             | 0.313           |
| −2 | 0.031             | 0.625           |
| −1 | 0.063             | 1.25            |
| 0  | 0.125             | 2.5             |
| 1  | 0.25              | 5               |
| 2  | 0.5               | 10              |
| 3  | 1                 | 20              |
| 4  | 2                 | 40              |
| 5  | 4                 | 80              |
| 6  | 8                 | 160             |
| 7  | 16                | 320             |
| 8  | 32                | 640             |
| 9  | 64                | 1280            |
| 10 | 128               | 2560            |
| 11 | 256               | 5120            |
| 12 | 512               | 10,240          |
| 13 | 1024              | 20,480          |
| 14 | 2048              | 40,960          |
| 15 | 4096              | 81,920          |
| 16 | 8192              | 163,840         |

## EV e seleção de modos de fotografia
A maioria das câmeras digitais compactas se equipara a uma câmera point-and-shoot em modo automático e também nos modos esportivo e paisagem, que equivalem às prioridades de velocidade e abertura. Como nas point-and-shoot , ao selecionarmos o modo paisagem no dial, condiciona-se o aumento da velocidade diminuindo a abertura; ao selecionar o modo desportivo condicionamos o aumento da abertura aumentando a velocidade.
Um exemplo de foto que mantém o EV inalterado é a foto de velocidade em panning em que o fotógrafo seleciona o modo paisagem ao invés de modo esportivo para ampliar dramaticamente o aspecto velocidade.
De outro modo, o fotógrafo tira a foto de uma paisagem com o modo esportivo selecionado para restringir a profundidade de campo ao plano de interesse. Uma diminuição da sensibilidade ISO pode ser necessária no caso de digitais compactas.

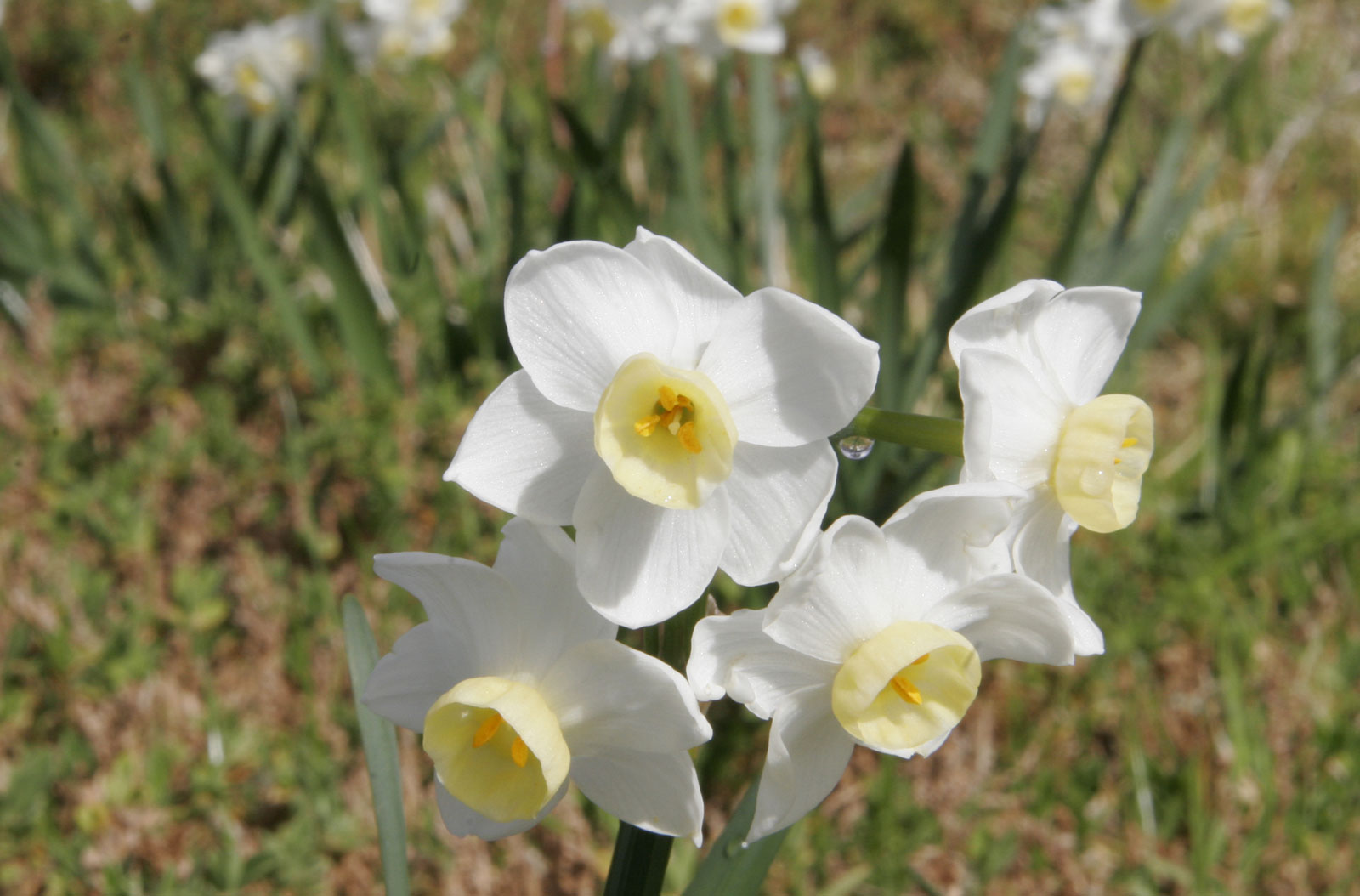
Foto em modo Paisagem
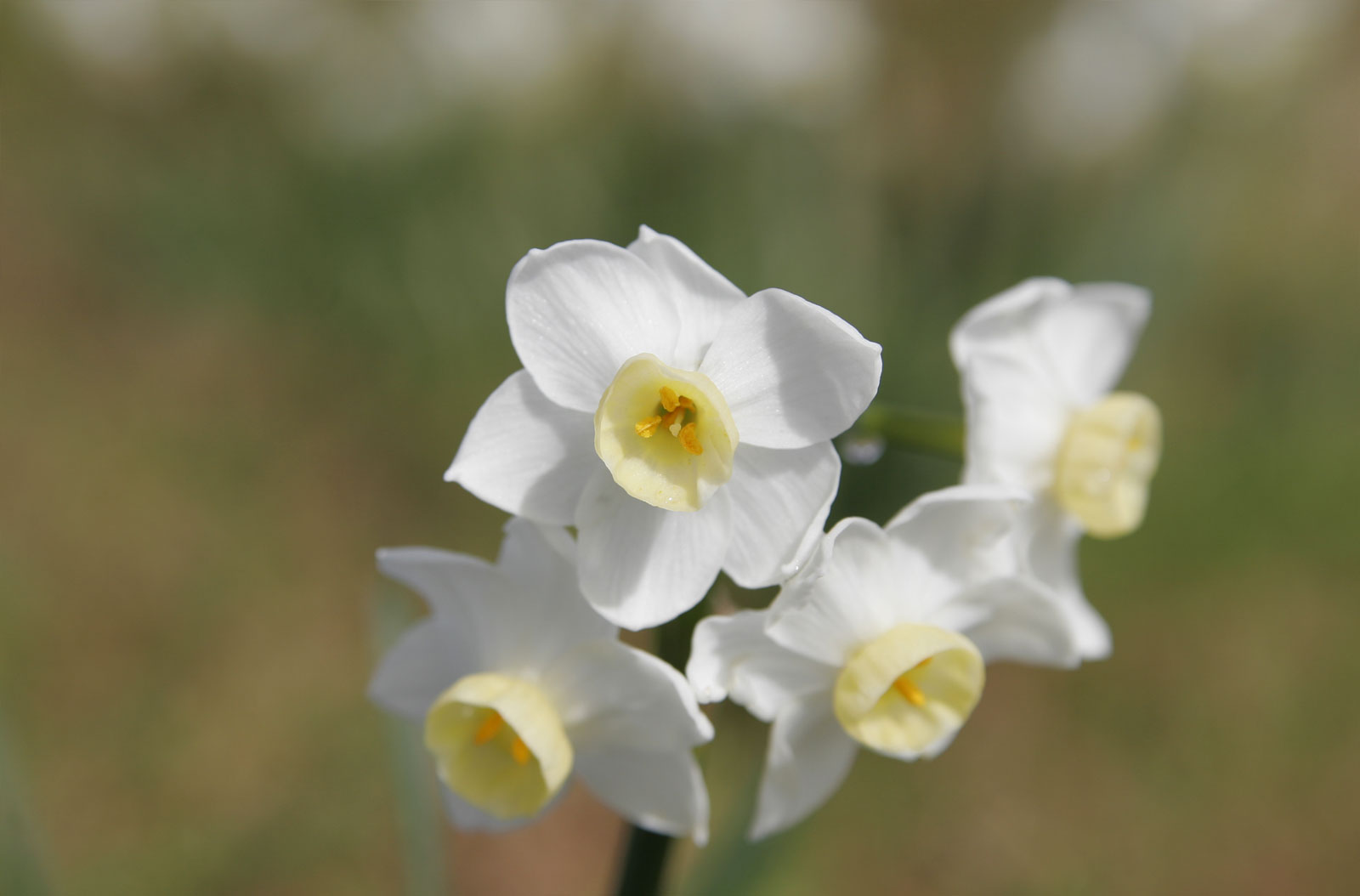
Foto em modo Esportivo

### Compensação de EV
A compensação de EV já havia sido ensaiada em algumas câmeras analógicas que dispunham de um botão de compensação ainda que limitada. O recurso de compensação de EV é algo comum em câmeras digitais.
A compensação de EV não é tão prática como a seleção de modos. É feita na configuração da câmera, tornando-se um parâmetro de uso modal, para ser usado na tomada de uma série de fotografias.
A compensação também é possível com o dial de modos de fotografia. O modo neve/praia provoca uma compensação para mais; o modo cena noturna para menos.
Os modos de fotografia pôr-do-sol, alvorada e contraluz, produzem compensações maiores de EV.

### Bracketing de exposição
O bracketing de exposição consiste em bater uma série de fotos de um mesmo cenário usando um mesmo valor nominal de EV.
O bracketing evita que a foto seja prejudicada por mudanças repentinas de iluminação e acúmulo de erros próprios da câmera tais como: erros de velocidade, de abertura, de medição, oscilação de iluminação, etc.
O bracketing de exposição é apenas um dos bracketings possíveis. Há bracketing de balanço de cores, de velocidade, de abertura, e outros mais. O uso do bracketing envolve, portanto, bom senso.

## Atribuição de valores de exposição (EV)
O interessado em fazer experiências com uma câmera pinhole, pode recorrer a valores tabelados para obter fotos corretamente expostas. Valores de EV podem ser atribuídos às várias condições de iluminação com relativa precisão. Do sol a pino até o interior de casa iluminada são 10 EVs. Daí até a foto ao luar são mais 10 EVs. 
Tabela 3.  Valores de exposição (sensibilidade ISO 100) para várias condições de iluminação
| Condições de iluminação                                                  | EV100      |
| Luz do dia                                                               | Luz do dia |
| ------------------------------------------------------------------------ | ---------- |
| Areia ou neve sob luz solar forte ou levemente difusa (sombras nítidas)a | 16         |
| Cena típica sob luz solar forte ou levemente difusa (sombras nítidas)a,b | 15         |
| Cena típica sob luz solar levemente difusa (sombras suaves)              | 14         |
| Cena típica, céu nublado (sem de sombras)                                | 13         |
| Cena típica, céu encoberto                                               | 12         |
| Áreas à sombra, luz clara                                                | 12         |
| Externas, luz natural                                                    |            |
| Arco-íris                                                                |            |
| Céu claro como fundo                                                     | 15         |
| Céu nublado como fundo                                                   | 14         |
| Pôr-do-sol e alvoradas                                                   |            |
| Logo antes do pôr-do-sol                                                 | 12–14      |
| Ao pôr-do-sol                                                            | 12         |
| Logo após o pôr-do-sol                                                   | 9–11       |
| A lua,c altura > 40°                                                     |            |
| Cheia                                                                    | 15         |
| Minguante                                                                | 14         |
| Quarto                                                                   | 13         |
| Crescente                                                                | 12         |
| Luar, altura da lua > 40°                                                |            |
| Cheia                                                                    | −3 to −2   |
| Minguante                                                                | −4         |
| Quarto                                                                   | −6         |
| Aurora boreal e austral                                                  |            |
| Brilhante                                                                | −4 to −3   |
| Médio                                                                    | −6 to −5   |
| Externas, luz artificial                                                 |            |
| Néon e outros signos brilhantes                                          | 9–10       |
| Esportes noturnos                                                        | 9          |
| Fogo e incêndios                                                         | 9          |
| Cenas em estradas iluminadas                                             | 8          |
| Cenas noturnas em estradas e displays iluminados                         | 7–8        |
| Tráfego noturno de veículos                                              | 5          |
| Praças e parques de diversões                                            | 7          |
| Iluminação de árvores de Natal                                           | 4–5        |
| Edifícios luminosos, monumentos e fontes                                 | 3–5        |
| Vistas distantes e prédios iluminados                                    | 2          |
| Internas, luz artificial                                                 |            |
| Galerias                                                                 | 8–11       |
| Eventos esportivos, shows em palcos, e semelhantes                       | 8–9        |
| Circos, holofotes                                                        | 8          |
| Shows no gêlo, holofotes                                                 | 9          |
| Escritórios e áreas de trabalho                                          | 7–8        |
| Interior de casas                                                        | 5–7        |
| Iluminação de árvores de Natal                                           | 4–5        |
1. Valores para luz solar direta duas horas após a alvorada e duas horas antes do pôr-do-sol, presumindo iluminação frontal.  Como regra geral diminua EV em 1 para iluminação lateral, e diminua EV em 2 para iluminação por trás.
2. Isto é aproximadamente o valor dado pela regra sunny 16.
3. Estes valores são apropriados para fotos ao luar tomadas à noite com uma tele longa ou telescópio que renderiza a lua com um tom médio. Eles não são, em geral, apropriados para fotos da lua que incluam paisagens.

A atribuição de EVs da Tabela 3 às condições de iluminação do mundo real produz resultados apenas aceitáveis. Levar em conta que eles foram arredondados para um número inteiro e que há omissões de considerações descritas no guia de exposições ANSI em que foi baseado. Os conhecidos desvios de cor ou falha de reciprocidade também não estão considerados. O uso apropriado dos valores de exposição tabulados é explicado em detalhes no guia de exposições ANSI, ANSI PH2.7-1986.